# اتوبوس خورشیدی
اتوبوس خورشیدی یا اتوبوس شارژی خورشیدی نام یک اتوبوس است که منحصراً و عمدتاً توسط انرژی خورشیدی کار می‌کند. سرویس نیروی خورشیدی در یک اتوبوس به عنوان یک نیروی کمکی در اتوبوس به کار گرفته می‌شود. استفاده ازاصطلاح اتوبوس خورشیدی به‌طور معمول دلالت بر انرژی خورشیدی که برای تأمین انرژی تجهیزات الکتریکی در اتوبوس استفاده می‌شود نیست، بلکه همچنین برای نیروی محرکه وسیله نقلیه نیز استفاده می‌شود.
وجود انرژی خورشیدی در اتوبوس در حقیقت همانند باتری‌های الکتریکی که در وسایل نقلیه هستند عمل می‌کنند، (به جای اتوبوس‌های خورشیدی هیبریدی) خودروهای هیبریدی مجهز به باتری‌هایی هستند که از طریق منابع انرژی خورشیدی با دیگر منابع شارژ می‌شوند. راه‌اندازی سرویس اتوبوس خورشیدی اغلب دست به دست با سرمایه‌گذاری برای نصب در مقیاس بزرگ ازپانل‌های خورشیدی ثابت با سلول‌های فتوولتائیک انجام می‌گیرد. به‌طور مشابه همانند سایر وسایل نقلیه خورشیدی بسیاری از اتوبوس‌های خورشیدی سلول‌های فتوولتائیک دارند که شامل پانل‌های خورشیدی می‌شوند که روی سقف خودرو قرار دارند وباعث تبدیل انرژی خورشید به‌طور مستقیم به انرژی الکتریکی می‌شوند که در نهایت باید توسط موتور مورد استفاده قرارگیرد.
معرفی اتوبوس‌های خورشیدی و سایر وسایل نقلیه سبز جهت حمل و نقل عمومی به عنوان بخشی از طرح‌های حمل و نقل پایدار مطرح شده‌اند.

## درباره

### خدمات اتوبوس خورشیدی و خورشیدی الکتریکی
تمایز بین یک اتوبوس خورشیدی برقی و اتوبوس الکترو خورشیدی در سیال بودنشان است که به عنوان وجه تمایز به استفاده واقعی آن بستگی دارد: که آیا اتوبوس از طریق منابع خورشیدی شارژ می‌شود یا دیگر منابع.
خدمات اتوبوس خورشیدی تنها شامل شارژ اتوبوس از انرژی خورشیدی است که معمولاً از پانل تحت پوشش ایستگاه اتوبوس تأمین می‌شود. این ایده شبیه به طرح پارکینگ خورشیدی برای اتومبیل و دوچرخه است، که در آن وسایل نقلیه می‌توانند در حالیکه پارک شده‌اند شارژ شوند. نیاز به شارژ مجدد به تعداد دفعات حرکت و توقف اتوبوس بستگی دارد.
مزایای بهینه‌سازی اجرای سرویس اتوبوس خورشیدی بیش از هر چیزی الزامات و مقررات خدمات خاص اتوبوس‌ها بستگی دارد. اتوبوس‌های الکترو خورشیدی از طریق نیروی الکتریکی منتقل شده از نیروگاهای الکتریکی نیرو می‌گیرند، اتوبوس‌های خورشیدی ترکیبی ممکن است با موتورهای ترکیبی نیز مجهز شده باشند.

### اتوبوس‌های تجاری در دسترس
هم اکنون اتوبوس‌های کم سرعت جهت فضای باز که با پانل‌های خورشیدی مجهز شده‌اند تولید شده و در دسترس قرار دارند. با توجه به نظر تولید کنندگان، پانل‌های خورشیدی در انرژی صرفه جویی می‌کنند و طول عمر باتری را افزایش می‌دهند.

## موارد استفاده

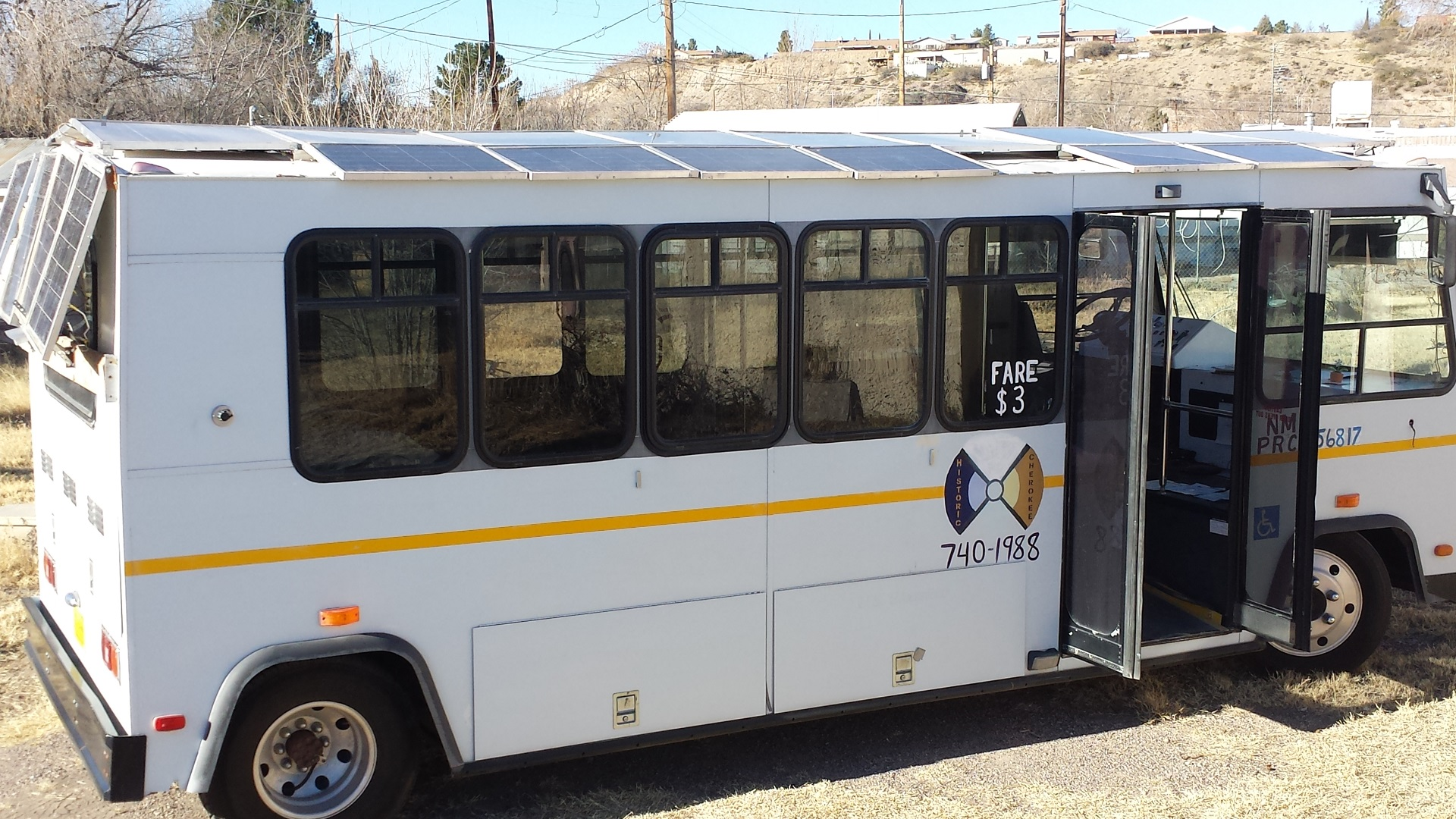
یک اتوبوس خورشیدی برای استفاده در حمل‌ونقل عمومی

### استرالیا
تیندو اتوبوس باتری شارژی خورشیدی ("تیندو"، کاورنا کلمه‌ای برای خورشید) وسیله نقلیه الکتریکی است که در یک تجربه آزمایشی در شهر آدلاید استرالیا مورد استفاده قرار گرفت و اولین اتوبوس خورشیدی در جهان است که در سال ۲۰۰۷ راه‌اندازی شد.
این اتوبوس که ۱۰۰٪ از انرژی خورشیدی استفاده می‌کند به یک سیتم ترمز احیاکننده و تهویه مطبوع مجهز است و می‌تواند ۴۰ نفر را حمل کند، در حالتی که ۲۵ نفر از آن‌ها نشسته باشند. خود اتوبوس به پانل‌های خورشیدی مجهز نشده‌است. این اتوبوس قدرت برق خود را از فتوولتائیک در ایستگاه مرکزی اتوبوس آدلاید دریافت می‌کند. هایلد به عنوان اولین سیستم قدرتی اتوبوس در جهان می‌باشد که به‌طور انحصاری برای انرژی خورشیدی طراحی شده‌است. خدمات این اتوبوس شهر آدلاید و آدلاید شمالی را به عنوان بخشی از سیستم حمل ونقل شهر پایدار آدلاید به یکدیگر متصل می‌کند. تیندو بخشی از خدمات اتوبوس 98A و 98C است (تا همین اواخر به عنوان اتصال آدلاید شناخته می‌شد) که حمل ونقل عمومی رایگان را پیشنهاد می‌دهد.

### چین
در برنامه دولت چین برای بخش حمل و نقل پاک اولین اتوبوس ترکیبی خورشیدی در ماه ژوئیه سال ۲۰۱۲ در شهر کیکیهار راه‌اندازی شد. موتور آن توسط باتری‌های ایون-لیتیوم که توسط پانل‌های خورشیدی نصب شده بر روی سقف اتوبوس تغذیه شده و به کار می‌افتد. ادعا شده‌است که هر اتوبوس بین ۶/. تا ۷/. کیلو وات بر ساعت الکتریسیته در هر کیلومترمصرف می‌کند و می‌تواند ۱۰۰ نفر را جابجا کند. استفاده از پانل‌های خورشیدی به‌طور متوسط ۳۵٪ عمر باتری را افزایش می‌دهد.

### اروپا
اولین اتوبوس نیروی خورشیدی اتریش در روستای پرچتولدورف راه‌اندازی شد. سیستم انتقال قدرت، استراتژی عملیاتی و طرح‌های مورد نظر ان به‌طور خاصی برنامه‌ریزی و بهینه‌سازی شده‌اند. این اتوبوس از پاییز سال ۲۰۱۱ در یک برنامه آزمایشی مورد استفاده قرار گرفته‌است.
اتوبوس تریبرد یک اتوبوس برقی ترکیبی است که توسط دانشگاه گلامورگان، ولز، برای استفاده به عنوان وسیله حمل و نقل دانشجویان بین محوطه‌های مختلف دانشگاه، توسعه یافته‌است این اتوبوس توسط سوخت هیدروژن یا سلول‌های خورشیدی، باتری‌ها و خازن‌ها دارای قدرت می‌شود.

### هند
دولت هند پروژه‌های مختلفی را راه‌اندازی کرده تا اتوبوس خورشیدی جدید وکارآمدی در سه شهر پونا، بمبئی و بنگلبور به عنوان اتوبوس‌های جدید حمل و نقل معرفی نماید.

## سایر فرمهای حمل و نقل اتوبوس سبز

### موتورهای با انرژی غیر خورشیدی
پانل‌های خورشیدی همچنین برای تأمین انرژی دستگاه‌های الکترونیکی اتوبوس‌ها مانند گرمایش، تهویه مطبوع، حتی اتوبوسهایی بدون موتور انرژی خورشیدی استفاده می‌شود. در ایالات متحده چنین اتوبوس‌هایی به عنوان تبلیغات برای برقرای ارتباط بین ایالت‌های مختلف استفاده می‌شوند.
تعمیرات موجود یا غیر موجود در وسایل نقلیه با پانل‌های فتوولتاتیک، که توسط باتری اصلی تغذیه و دارای نیروی الکتریکی یدکی هستند، نشان می‌دهد که این‌گونه وسایل نقلیه پتانسیا کافی جهت کاهش انتشار گاز co2 و آلودگی را دارا هستند. اگر چه نتیجه اتوبوس‌های که تبدیل شده‌اند، اتوبوس‌های خورشیدی به معنای واقعی کلمه نیستند، به علت اینکه آن‌ها از انرژی خورشیدی برای نیروی محرکه استفاده نمی‌کنند. استفاده از اتوبوس به عنوان وسیله حمل و نقل عمومی به معنی توقف‌های مکرر همراه با باز و بسته شدن درهاست که این روش استفاده بر روی عملکرد انرژی باتری‌ها تأثیر می‌گذارد.

### انرژی‌های تجدید پذیر
در اصل اتوبوس‌های برقی یا دیگر اتوبوس‌های غیر مستقل الکتریکی یا دیگر اتوبوس‌ها با نیروهای جایگزین مانند اتوبوس سلول سوختی یا اتوبوس دو حالتی می‌تواند برای خدمات اتوبوس خورشیدی استفاده شود. فراهم کردن تمام انرژی استفاده شده در نیروی محرکه اتوبوس از طریق انرژی خورشیدی صورت می‌گیرد. درعمل چنین سیستم‌هایی پای دیگر منابع انرژی را هم به میان می‌آورد که بهتر است دست کم نیروهای تجدیدپذیری همچون انرژی باد باشند. به عنوان مثال شهر هامبورگ آلمان در سال ۲۰۱۱ جایزه سرمایه سبز اروپا را برای اتوبوس سوخت سلولی دریافت کرد ادعا شده‌است که این اتوبوس‌ها بزرگترین وسایل نقلیه هیدروژنی جهان هستند که می‌توانند از هیدروژن تولیده شده توسط انرژی خورشیدی و انرژی باد استفاده کنند.

## بیشتر ببینید
- Solar-charged vehicle
- Hybrid electric bus
- خودروی اتصال برقی دوگانه‌سوز
- List of buses